# Mahagi (territorium)

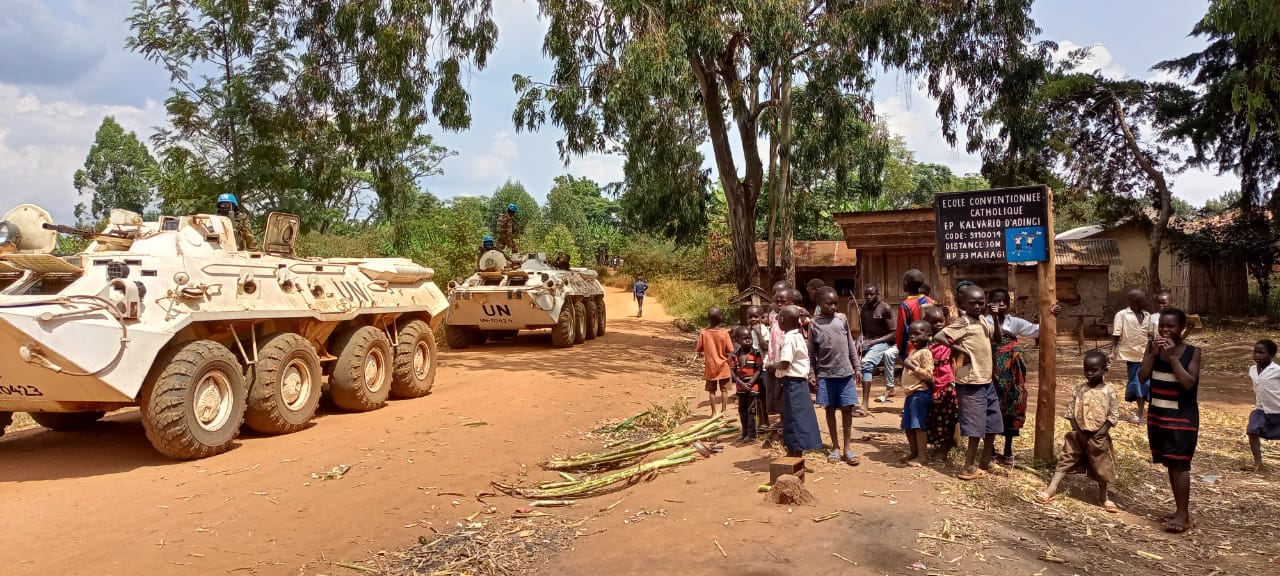
VN-vredestroepen rijden voorbij een katholieke school (2022)

Mahagi is een territorium (territoire) in de Democratische Republiek Congo. Het een van de vijf territoria van de provincie Ituri. Het heeft een oppervlakte van 5.216 km² en een bevolking van naar schatting 2.636.000 (schatting 2016).

## Bestuur
Het territorium is opgericht in 1956. De hoofdplaats is de gelijknamige stad Mahagi.
Het is onderverdeeld in een stad (Mahagi) en acht chefferies
- Alur-Djuganda
- Anghal
- Djukoth
- Mokambu
- Panduru
- Wagongo
- Walendu-Watsi
- War-Palara

## Geografie
Mahagi grenst in het oosten aan het Albertmeer en in het noorden aan Oeganda. Verder grenst het aan de territoria Djugu, Aru (beide in Ituri) en Watsa (in Haut-Uele).
Het gebied is heuvelachtig tot bergachtig en varieert in hoogte van 500 meter tot 1.900 meter. De bergketen Monts Bleus ligt in het territorium.

## Bevolking
De belangrijkste bevolkingsgroep is de Alur (93%), gevolgd door de Ukebu (4%) en de Lendu Watsi (3%). De regionale voertaal is Alur, maar ook de nationale talen Swahili en Lingala worden gesproken.
De bevolking leeft voornamelijk van landbouw, veeteelt en visvangst (op het Albertmeer). Er wordt door buitenlandse bedrijven goud en coltan gewonnen. Ook zijn er waterkrachtcentrales.